# Maria Anna di Gesù Navarro
Maria Anna di Gesù, in spagnolo Mariana de Jesús, al secolo Mariana Navarro de Guevara y Romero (Madrid, 17 gennaio 1565 – Madrid, 17 aprile 1624), è stata una terziaria mercedaria scalza spagnola, proclamata beata da papa Pio VI nel 1783.

## Biografia
Fin dalla giovinezza mostrò una certa inclinazione alla vita spirituale: raggiunta l'età da marito, emise voto di perpetua verginità causando le ire del padre, che la tenne segregata per un periodo.
Tentò di abbracciare la vita claustrale in qualche monastero femminile, ma per una sua infermità alle mani venne respinta.
Ebbe fama di doni mistici: avrebbe ricevuto la visione di Gesù che le avrebbe posto sul capo la sua corona di spine (tale episodio ispirò la futura iconografia della beata, raffigurata generalmente con la corona di spine sul capo).
Si ritirò a vita eremitica in un locale presso la chiesa madrilena di Santa Barbara dei mercedari scalzi e nel 1613, quarantottenne, venne ascritta al loro terz'ordine.
Morì in odore di santità nel 1624 e venne proclamata beata da papa Pio VI il 18 gennaio 1783.
La sua memoria viene celebrata il 17 aprile.